# Steven Anthony Lawrence
Steven Anthony Lawrence (Fresno, California, 19 de julio de 1990) es un actor estadounidense. Es conocido por su papel recurrente como Bernard "Beans" Aranguren en la serie de Disney Channel Even Stevens desde 2000 hasta 2003.

## Carrera
A pesar de su papel en Even Stevens, sus otros créditos televisivos incluyen That's So Raven, Married... with Children, ER, Frasier, y The Amanda Show, entre otros. También ha aparecido en las películas Cheaper by the Dozen, Kicking & Screaming, Rebound y Jay and Silent Bob Strike Back (en una escena eliminada). También apareció en el vídeo musical Father of Mine de Everclear como el niño pequeño. Sus apariciones televisivas más recientes fueron en 2011 como el elfo rosado en el anuncio navideño de T-Mobile y en 2012 en un disfraz de perro para un anuncio de Old Spice.
En 2013, Lawrence ganó atención por los medios de comunicación en Twitter cuando uno de sus retratos sirvieron como avatar de la cuenta del rapero estadounidense Tyler, the Creator.
En noviembre y diciembre de 2015, Lawrence fue visto por múltiples visitantes de centro comercial mientras trabajaba en una estación de fotografías de Santa Claus en el Sunvalley Shopping Center en Concord, California.

## Filmografía
| Año       | Título                                                   | Papel                     | Notas                                                          |
| --------- | -------------------------------------------------------- | ------------------------- | -------------------------------------------------------------- |
| 2017      | Holly, Jingles and Clyde 3D                              | Jingles                   | Película                                                       |
| 2014      | Randy App                                                | Chris                     | 1 episodio                                                     |
| 2012      | Eagleheart                                               | Gabey                     | 1 episodio                                                     |
| 2011      | A Day Without Rain                                       | Cajero                    | Cortometraje                                                   |
| 2011      | Death to Snooki                                          | Jimmy                     | Cortometraje                                                   |
| 2011      | Shapetown, USA                                           | Max                       | 1 episodio                                                     |
| 2011      | It's a Cardboard Life                                    | Benny                     | 1 episodio                                                     |
| 2010      | Weeds                                                    | Keith                     | 1 episodio                                                     |
| 2009      | Archie's Final Project                                   | Brainiac                  | Película                                                       |
| 2007      | Bratz                                                    | Plunger Man               | Película                                                       |
| 2006      | Dance Revolution                                         | Juez Famoso               | 2 episodios                                                    |
| 2005      | Rebound                                                  | Ralph                     | Película                                                       |
| 2005      | Kicking & Screaming                                      | Mark Avery                | Película                                                       |
| 2003      | Cheaper by the Dozen                                     | Dylan Shenk               | Película                                                       |
| 2003      | Dr. Seuss' El Gato                                       | Dumb Schweitzer           | Película                                                       |
| 2003      | The Even Stevens Movie                                   | Bernard "Beans" Aranguren | Disney Channel Original Movie                                  |
| 2003      | That's So Raven                                          | Miles Bonay               | 1 episodio                                                     |
| 2002      | 13 Moons                                                 | Stevie                    | Película                                                       |
| 2001      | Buffy la cazavampiros                                    | Chunky Kid                | 1 episodio                                                     |
| 2001      | ER                                                       | John Thomas Frum          | 1 episodio                                                     |
| 2001      | Bubble Boy                                               | Ice Cream Boy             | Película                                                       |
| 2001-2003 | Even Stevens                                             | Bernard "Beans" Aranguren | Disney Channel Original Series Papel recurrente (22 episodios) |
| 2001-2002 | Frasier                                                  | Jason White/Niño          | 2 episodios                                                    |
| 2000      | Shriek If You Know What I Did Last Friday the Thirteenth | Chuckie                   | Película                                                       |
| 2000      | Absolutely True                                          | 1 episodio                |                                                                |
| 1999      | Lord of the Road                                         | Billy                     | Cortometraje                                                   |
| 1999      | The Muse                                                 | Hijo de Rob Reiner        | Película                                                       |
| 1999      | Sabrina, cosas de brujas                                 | Niño pequeño              | 1 episodio                                                     |
| 1999      | Mi marciano favorito                                     | Nurplex Niño              | Película                                                       |
| 1999      | Dreamers                                                 | Matthew                   | Película                                                       |
| 1999-2000 | El show de Amanda                                        | Justin/Hermano Menor      | 3 episodios                                                    |
| 1998      | Michael Hayes                                            | Jacob's Son               | 1 episodio                                                     |
| 1998      | Operation Splitsville                                    | Amigo de Billy            | Película                                                       |
| 1996      | Married... with Children                                 | Niño #1                   | 1 episodio                                                     |